# Кралска генета
Кралската генета (Genetta poensis) е вид бозайник от семейство Виверови (Viverridae).

## Разпространение
Видът е разпространен в Гана, Екваториална Гвинея, Република Конго, Кот д'Ивоар и Либерия.